# Crkveni Bok
Crkveni Bok je naselje u Republici Hrvatskoj, u sastavu Općine Sunja, Sisačko-moslavačka županija. 

## Stanovništvo
Prema popisu stanovništva iz 2001. godine, naselje je imalo 206 stanovnika te 97 obiteljskih kućanstava.
| broj stanovnika | 551   | 759   | 827   | 956   | 985   | 1118  | 1142  | 1107  | 700   | 756   | 691   | 588   | 513   | 406   | 206   | 117   | 75    |
|                 | 1857. | 1869. | 1880. | 1890. | 1900. | 1910. | 1921. | 1931. | 1948. | 1953. | 1961. | 1971. | 1981. | 1991. | 2001. | 2011. | 2021. |

## Povijest
Crkveni Bok je za postojanja Kraljevine Jugoslavije i NDH bio središte istoimene općine u sklopu kotara Kostajnica, u čijem su se sastavu osim samog naselja Crkveni Bok nalazila i naselja Strmen i Ivanjski Bok. Prema popisu stanovništva iz 1931. ova je općina imala 2.725 stanovnika, od čega 2.652 pravoslavaca, 72 rimokatolika i jednu osobu bez naznačene vjeroispovijesti. Prema podacima različitih institucija NDH, općina je 1941. ili početkom 1942. godine imala između 2.500 i 3.200 stanovnika. Sela općine Crkveni Bok bila su prometno izolirana od obližnjih gradskih centara, ali su zbog svog položaja na rijeci Savi, plodne zemlje i razvijenog ekstenzivnog stočarstva ipak spadala među bogatija sela na Baniji.
Crkveni Bok i ostala većinski srpska sela u okolici bila su metom nekoliko ustaških ratnih zločina za vrijeme Drugog svjetskog rata. Prvi su pokolj 13. listopada 1942. počinili pripadnici Ustaškog obrambenog zdruga (UOZ) iz Jasenovca na čelu s Ljubom Milošem, te je tom prilikom ubijeno preko 90 mještana općine Crkveni Bok, dok su stotine bile internirane u koncentracijskim logorima u Jasenovcu i Sisku. Općina Crkveni Bok je s njemačkim snagama imala dogovor o snabdijevanju hranom, zbog čega je u korist njenih zatočenih stanovnika intervenirao i general Edmund Gleise von Horstenau. Većina stanovnika općine je nedugo potom bila puštena iz logora, a intervencija njemačkih vlasti u ovom slučaju je pripomogla privremenom udaljavanju Maksa Luburića s njegovih funkcija u Jasenovcu i UOZ-u.
Sredinom listopada 1943. Crkveni Bok spaljuju pripadnici 11. SS divizije "Nordland". Tijekom lipnja 1944. dolazi do novih upada jedinica UOZ u Crkveni Bok, pri čemu je ubijeno 19 stanovnika naselja. U ovim je napadima ustašama pomagala i lokalna četnička jedinica, tzv. Samozaštitna brigada Banija. Naredni se zločin odvio već 22. kolovoza 1944. i ponovno ga je počinilo ljudstvo Ustaškog obrambenog zdruga, pod zapovjedništvom Jakova Džala: ovom je prilikom u selu Crkvenom Boku ubijeno barem 10 srpskih civila, dok ih je daljnjih 70 ubijeno u jasenovačkom logoru nakon kratkotrajne internacije. U prvoj polovici rujna 1944. u selo još jednom upada UOZ i ubija 8 mještana; tom je prilikom u selu srušena i pravoslavna crkva. Istoga dana jedna satnija UOZ upada i u susjedno većinski hrvatsko selo Bobovac, u kojemu su bile smještene izbjeglice iz Crkvenog Boka - 24 izbjeglica je ovom prilikom bilo internirano i ubrzo ubijeno u Jasenovcu. Posljednji se zločin nad stanovništvom ovog sela dogodio 10. prosinca 1944., kada je u raciji UOZ-a na većinski hrvatska sela Žremen i Bistrač ubijeno preko 30 izbjeglica iz Crkvenog Boka, koji su u tim selima našli privremeni smještaj.

## Sport
U naselju je postojao nogometni klub NK Budućnost Crkveni Bok.